# Pałac w Smolajnach
Pałac w Smolajnach (Pałac letni biskupów warmińskich, niem. Sommerschloss der Bischöfe von Ermland) – zabytkowy pałac we wsi Smolajny w gminie Dobre Miasto w powiecie olsztyńskim w województwie warmińsko-mazurskim. Wybudowany w latach 1741 - 1743 w stylu barokowym, na zlecenie biskupa Adama Stanisława Grabowskiego, jako letnia rezydencja biskupów warmińskich. 

## Położenie
Pałac położony jest około 1,5 km na zachód od wsi Smolajny, 6 km na północ od Dobrego Miasta, 31 km na północ od Olsztyna i 17 km na południowy zachód od Lidzbarka Warmińskiego. Znajduje się przy lokalnej drodze, niedaleko drogi krajowej nr 51 na odcinku Dobre Miasto - Lidzbark Warmiński i drogi wojewódzkiej nr 507 na odcinku Dobre Miasto - Orneta. Nieopodal znajduje się rzeka Łyna.

## Historia
Smolajnom (niem. Schmolainen) dawniej należącym do dominium warmińskiego, komornictwa dobromiejskiego, przywilej lokacyjny nadał biskup warmiński Henryk Fleming w 1290 roku. Były to wówczas dobra rycerskie, lokowane na prawie chełmińskim, o powierzchni 32 łanów ziemi. W XV wieku majątek przeszedł na własność biskupów warmińskich, którzy założyli tu folwark z hodowlą koni. W dobrach wzniesiono także dwór obronny, tzw. fortalicjum, z przeznaczeniem na letnią rezydencję biskupów, został on jednakże doszczętnie zniszczony i złupiony przez wojska polsko-litewskie podczas wojny głodowej w 1414. 
W 1454 podczas kolejnego konfliktu z Zakonem Krzyżackim - wojny trzynastoletniej, odbudowany pałac został zniszczony przez mieszczan dobromiejskich. Kolejnych zniszczeń folwark doznał zarówno podczas kolejnego konfliktu z Zakonem w latach 1519-1521, jak i podczas wojen szwedzkich. 
Jednak założenie za każdym razem odbudowywano i ponownie zasiedlano, gdyż przynosiło duże dochody dla księstwa warmińskiego. W 1557 Jan Hozjusz - brat biskupa warmińskiego Stanisława Hozjusza, przeniósł do Smolajn siedzibę komornictwa dobromiejskiego, co znacznie zwiększyło znaczenie majątku. Natomiast w 1629, doceniając położenie oraz obfitujące w zwierzynę lasy, biskup Wacław Leszczyński wybrał Smolajny na jedną z dwóch, obok Bischdorfu (dzisiaj Sątopy-Samulewo), letnich rezydencji biskupów. 
W latach 1741 – 1746 biskup Adam Stanisław Grabowski zlecił wybudowanie w Smolajnach barokowego pałacu. Prosty budynek z licznymi zdobieniami wybudował prawdopodobnie, ze względu na liczne podobieństwa, ten sam architekt, który wzniósł oficynę na przedzamczu zamku biskupów w Lidzbarku Warmińskim. Ponadto w 1765 Grabowski wzniósł także okazałą barokową wieżę bramną wraz z przylegającym do niej budynkiem. 
Lata świetności pałacu przypadają jednak na jego następcę- ostatniego biskupa warmińskiego przed rozbiorami oraz poetę Ignacego Krasickiego, który na Warmii panował w latach (1767 – 1795). Krasicki w majątku ukształtował obszerne założenie parkowe, w stylu ogrodów angielskich, które dodatkowo jako hobbysta roślin wzbogacił licznymi egzotycznymi gatunkami roślin i kwiatów. W celu rozbudowy parku, który sam projektował, wydzierżawił wieczyście od króla Prus Fryderyka II Wielkiego w 1782 roku parcelę o powierzchni 22 mórg i 32 włók. Podczas prac przy parku rozebrał także, psujące mu koncepcję założenia, oficynę oraz kaplicę pałacową, w zamian uzupełniając majątek o liczne elementy tzw. małej architektury, jak groble, kładki czy mostki. Ponadto przy pracach konsultował się z przedstawicielami rodów szlacheckich, którzy wówczas posiadali ogrody angielskie, jak hrabia Lehndorff, z którym Krasicki korespondował i u którego w pałacu w Sztynorcie bywał. 
Krasicki w Smolajnach zbudował także zwierzyniec, założył hodowlę jeleni oraz dbał o odpowiednią ilość zwierzyny na polowania w pobliskich lasach. Sam natomiast, gdy po roku 1780 przestał opuszczać Warmię na dłużej, w Smolajnach spędzał czas najchętniej. Tutaj także tworzył i pracował nad swoimi największymi dziełami, jak choćby nad pełniącym w późniejszym czasie funkcję hymnu narodowego, utworem Święta miłości kochanej Ojczyzny. 
Następnie, w okresie przynależności do Prus pałac pełnił nadal swą funkcję letniej rezydencji biskupów a ponadto był popularnym miejscem licznych polowań. Świadczyć o tym może, wybudowany w II połowie XVIII wieku w północnej części założenia, parterowy dworek myśliwski. W XIX wieku na północny zachód od pałacu wzniesiono kolejny, neobarokowy, dworek myśliwski. 
II wojnę światową pałac przetrwał w dość dobrym stanie, a w pierwszych powojennych latach do Smolajn przyjeżdżali na wakacje studenci Katolickiego Uniwersytetu Lubelskiego, którzy we wsi wznieśli drewnianą kapliczkę. Następnie pałac oraz zabudowania przejęło Państwowe Gospodarstwo Rolne, które dla własnych potrzeb przekształciło układ wnętrz oraz przyczyniło się do systematycznej degradacji pałacu oraz folwarku.
1 września 1961 w budynku pałacu głównego ruszyła, otwarta przez Prezydium Wojewódzkiej Rady Narodowej w Olsztynie, Dwuletnia Szkoła Rachunkowości Rolnej. Szkoła, po wielu przekształceniach, od 2000 roku była Zespołem Szkół Rolniczych, natomiast 15 września 2001 z okazji 200 rocznicy śmierci Ignacego Krasickiego oraz 40-lecia szkoły, nadano jej jako patrona biskupa Błażeja Ignacego Krasickiego. Mimo iż w pałacu znajdował się ZSR, wciąż pozostawał on własnością Archidiecezji Warmińskiej, która szkole budynki jedynie użyczała na podstawie umowy obowiązującej pierwotnie do 6 czerwca 2029.
W roku 2014 szkoła została przeniesiona do Dobrego Miasta.
Obecnie zarówno sam budynek pałacu, jak i założenie parkowe wraz z innymi zabudowaniami utrzymane są w dobrym stanie.

Herb biskupa A. Grabowskiego
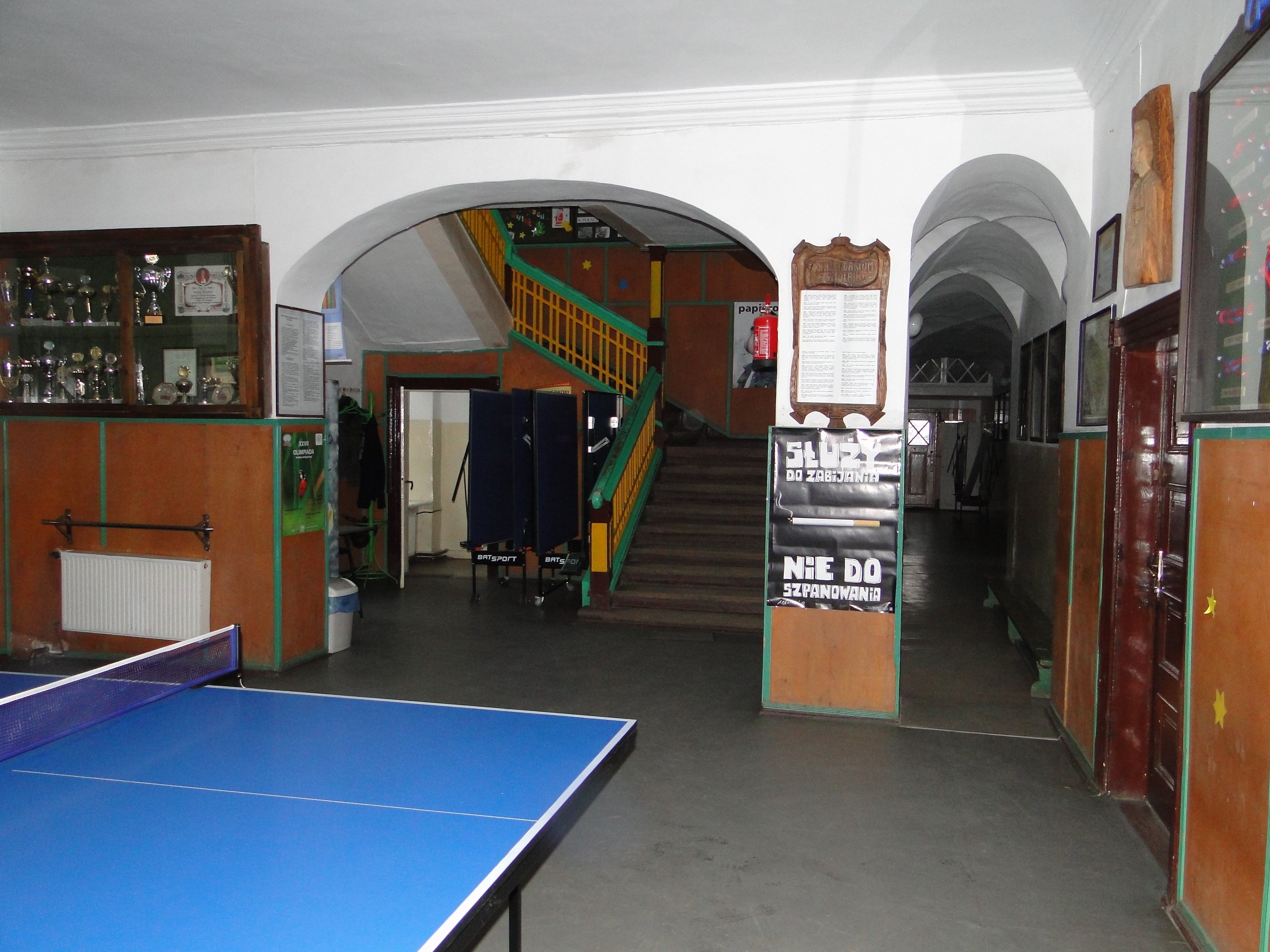
W pałacu mieści się szkoła
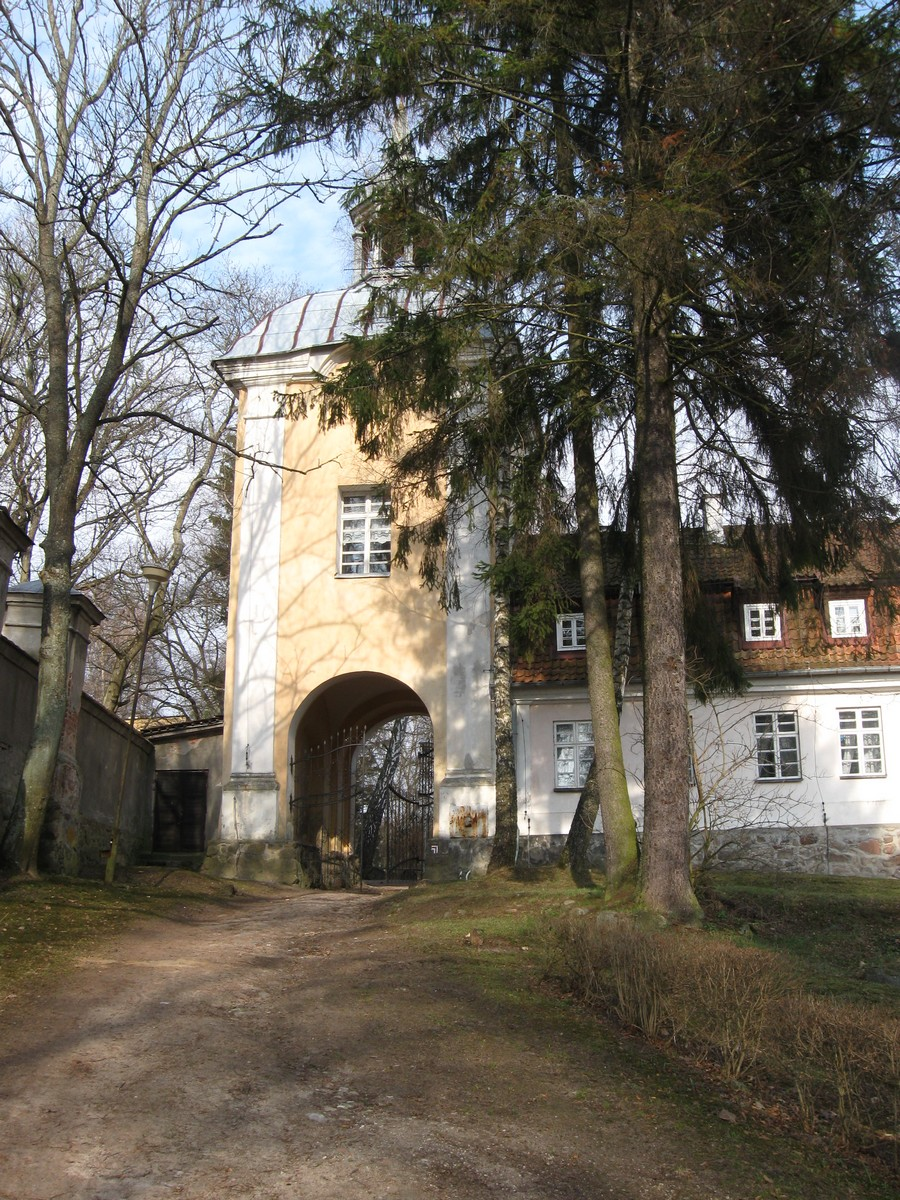
Wieża bramna

## Architektura
Zespół pałacowo- parkowy składa się z budynku samego pałacu, obszernego parku oraz licznych dawnych zabudowań folwarcznych.
Sam pałac główny zbudowany został w latach 1741- 1743 i bez większych przebudowań przetrwał do chwili obecnej. Jest to budowla wzniesiona w stylu barokowym, murowana, otynkowana, prosta w swym wyglądzie i posiadająca liczne zdobienia. Założona została na planie wydłużonego nieco prostokąta, jest dwukondygnacyjna i nakryta dachem czterospadowym z ceramiczną czerwoną dachówką. Pałac, po obu stronach elewacji- frontowej i ogrodowej, posiada symetrycznie rozmieszczone płytkie trójosiowe ryzality. Podzielone są one czterema pilastrami i zwieńczone trójkątnymi naczółkami zawierającymi bogato zdobiony, elementami rośliny akantu, herb zlecającego budowę biskupa Grabowskiego. Elewacja frontowa budynku pokryta jest dużymi prostokątnymi i symetrycznie rozmieszczonymi oknami, a z dachu wychodzą cztery kominy. 
Wnętrze pałacu, w większości w wyniku powojennych adaptacji utraciły swój pierwotny rozkład, lecz wciąż niezmieniony pozostał dwutaktowy układ z dwiema sieniami na osi poprzecznej. Ponadto pomieszczenia parteru pokryte są częściowo oryginalnymi sklepieniami kolebkowymi czy lunetami, a pozostałe stropami belkowanymi. Niektóre z pomieszczeń na wyższej kondygnacji posiadają sufity ozdobione fasetami czy ornamentami sztukateryjnymi w formie rozet i wici roślinnej.
Od strony wschodniej pałacu zachowała się także wieża bramna wraz z przylegającą do niej niewielką oficyną. Jest to budynek pochodzący z 1765, o czym mówi chorągiewka igliczna, wzniesiony w stylu późnobarokowy z elementami rokokowymi. Założona na rzucie kwadratu brama jest trójkondygnacyjna, murowana z cegły, otynkowana na kamiennym cokole i nakryta blaszanym kopulastym dachem hełmowym o ośmiobocznej latarni. Pod bramą prowadzi, przykryty krzyżowym sklepieniem, arkadowy przejazd. 
Do przypałacowych budynków zalicza się również dwie oficyny, które dawniej pełniły funkcje myśliwskich dworków. Starsza z nich, wzniesiona w II połowie XVIII wieku znajduje się w północnej części założenia i wzniesiona została w stylu neobarokowym. Jest to budowla parterowa z zabudowanym poddaszem, murowana z cegły, otynkowana na kamiennym cokole i nakryta mansardowym dachem z sześcioma niewielkimi lukarnami. Z kolei młodsza oficyna, znajdująca się na północny zachód od pałacu wybudowana została w XIX wieku, również w stylu neobarokowym. Jest to budowla założona na planie prostokąta, murowana i otynkowana, nakryta mansardowym dachem z kilkoma półkolistymi lukarnami i powiekami. Jest murowana i otynkowana, a na osi fasady posiada dwukondygnacyjny płytki ryzalit zakończony trójkątnym naczółkiem.
Cały zespół otacza zabytkowe założenie parkowe o powierzchni 8 ha, z czego 5,3 ha posiada cechy kompozycji parkowej i parku krajobrazowego, takie jak skarpy, stawy czy aleje. W parku ze starodrzewu licznie występuje lipa, grab, brzoza, klon, sosna, świerk, wiąz oraz sosna amerykańska.

## Zabytek
W skład zespołu pałacowego wchodzą:
- pałac (nr rej.: 562 (S/55) z 4.05.1959)
- dom przy bramie wjazdowej (nr rej.: 849 z 23.08.1968)
- brama (nr rej.: 850 z 23.08.1968)
- pałacyk myśliwski (nr rej.: 1386 z 7.03.1995)
- park (nr rej.: 3601 z 25.04.1984).